# День дітей (Японія)

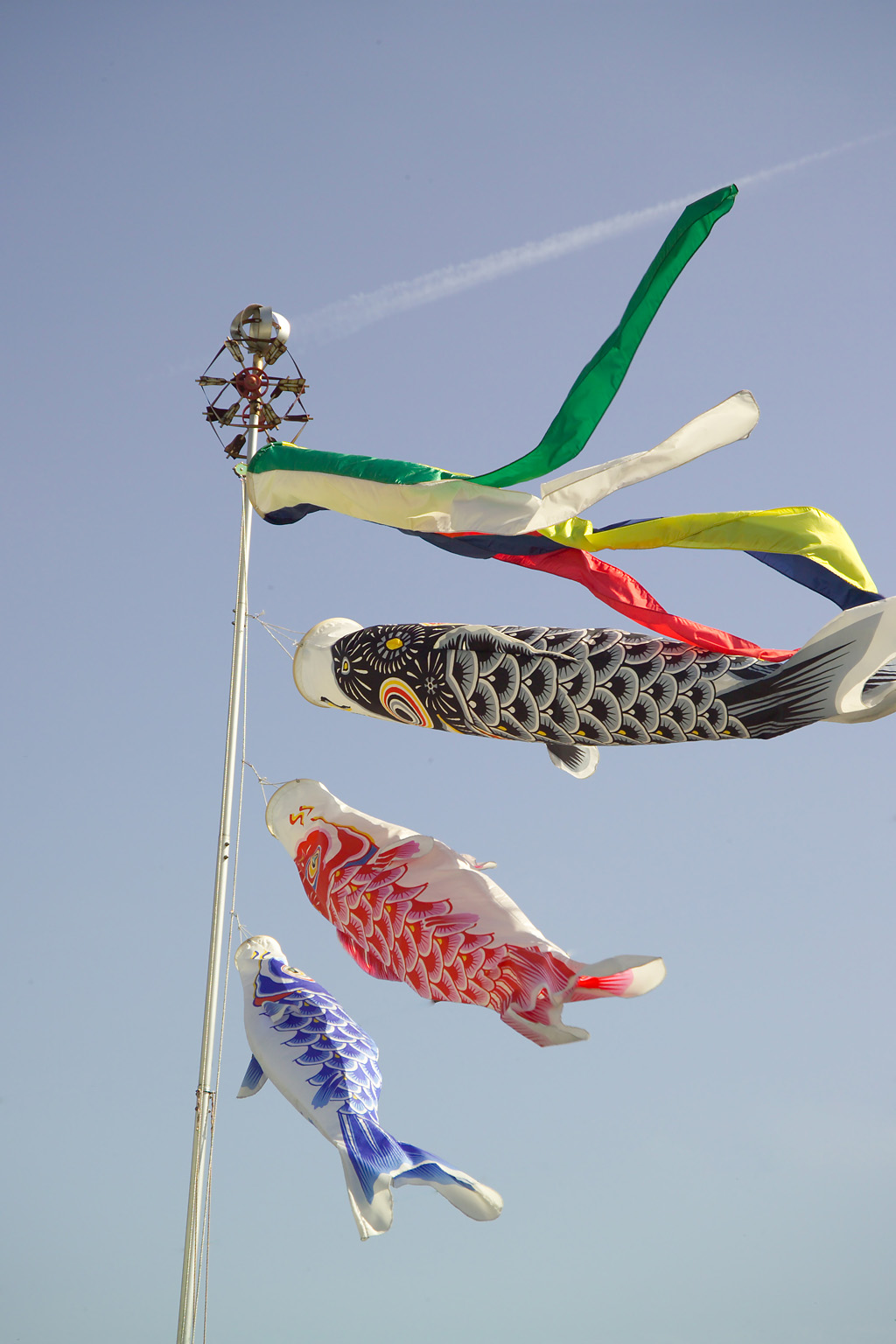
«Коропові прапори» кой-ноборі на День дітей

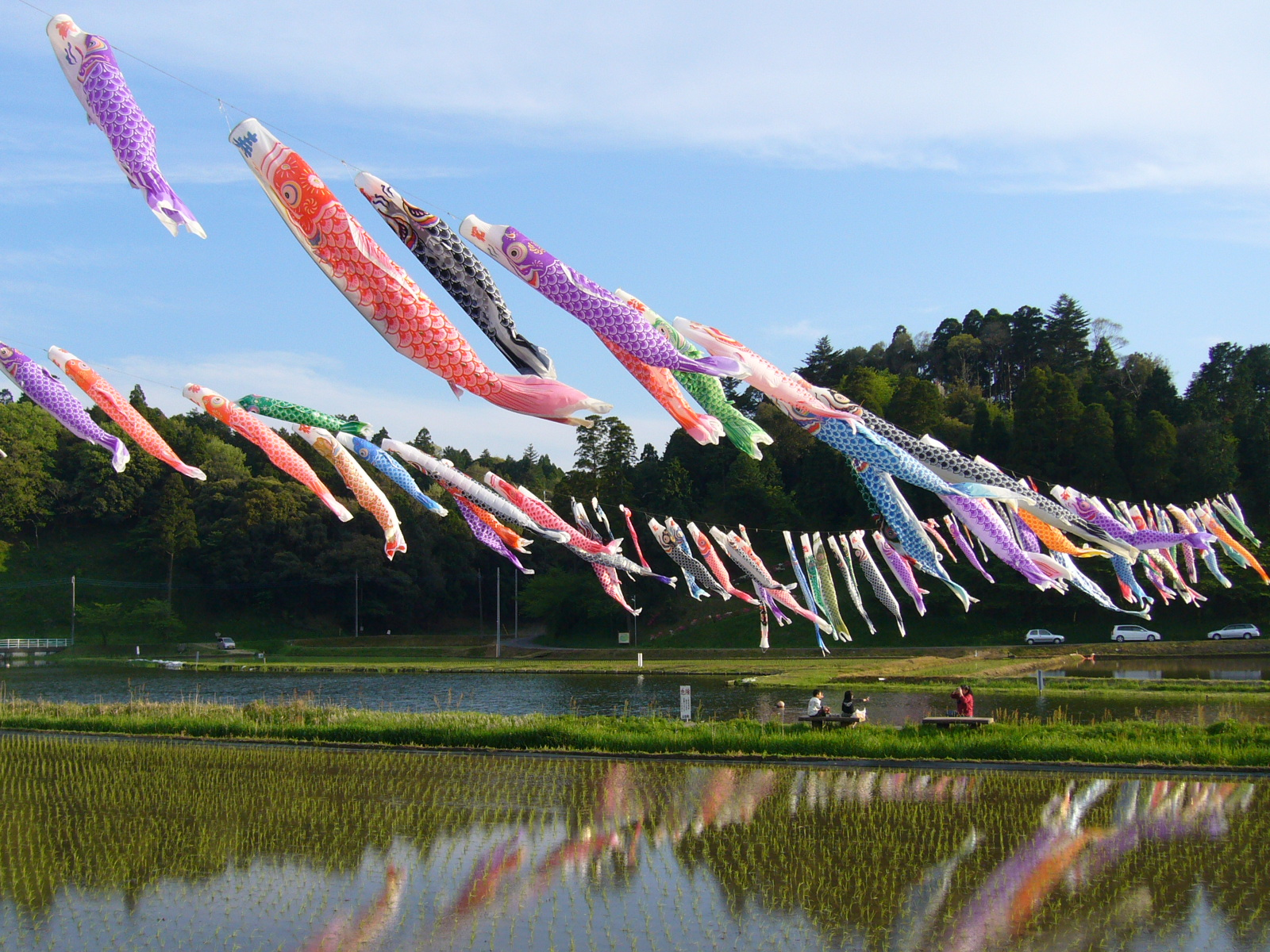
«Коропові прапори» кой-ноборі на День дітей

День дітей (яп. こどもの日, こどものひ, Kodomo no Hi) — національне японське свято, яке відзначається щорічно 5 травня. Є складовою «золотого тижня», низки свят і вихідних у Японії в кінці квітня — початку травня.
Відоме також як колишнє Свято хлопчиків.

## Короткі відомості
Святкування Дня дітей було затверджено 1948 року Законом про національні свята Японії. Згідно з цим Законом, мета Дня полягає у «повазі до особистості дитини, піклуванні про її щастя та подяку матері».
Попередником цього свята вважаються стародавні сезонні японські урочистості танґо но секку (端午の節句) — свято першого дня коня у місяці коня. Його відзначали 5 числа 5 місяця за сонячно-місячним календарем. Ці урочистості були пов'язані із культом очищення оселі та відлякування хвороб. Проведення святкових церемоній супроводжувалося використанням ірису, через що ці свята називали «ірисовими» — аяме но секку (菖蒲の節句).
Японське слово «ірис» — аяме — мало також інше прочитання — шьобу, яке було співзвучне зі словом «войовничість» (尚武). Цю співзвучність особливо цінували середньовічні самураї, з ініціативи яких ірисові урочистості відлякування злих духів поступово перетворилися на свято моління за здоров'я хлопчиків із самурайських родин.
Обов'язковими атрибутами урочистостей було виставлення у хлопчачих покоях ірисових прикрас, які через подібність листків ірису до лез мечів стали символізувати бойову вдачу та успіх на війні. Кімнати прикращалися парадними обладунками, шоломами і зброєю на знак молитви богам за здоров'я майбутніх воїнів. На дворах самурайських родин, які мали у своїй сім'ї хлопців, встановлювались барвисті «коропові прапори» (鯉幟) — прапори у формі коропів, що уособлювали кар'єрний ріст хлопця: він мусив мужньо і твердо торувати собі шлях у світ, пливучи немов короп проти течії. Оселю також прикрашали ляльками, серед яких найпопулярнішими була коні або тигри.
У день урочистостей було прийнято їсти святкову їжу — рисові страви моті загорнуті у листки мікантуса чи дуба (тімакі та касіва-моті), а також розспівувати святкові пісні.
У 2-й половині 19 столітті, після переходу Японії зі східного календаря на західний григоріанський, святкування «ірисових урочистостей» було автоматично закріплено за 5-м травня, попри відмінність обох календарів. Сама урочистість отримала назву «Свято хлопчиків», але не мала статусу національного. Протягом 1-ї половини 20 століття вона здобула популярність не лише серед самурайських нащадків, але й простого люду.
Після Другої світової війни, за законом 1948 року «Свято хлопчиків» було перейменовано на «День дітей» і, отримавши статус національного свята, формально позбулося рис культу чоловіків та войовничості. Проте незалежно від інтенцій окупаційної влади США та японських парламентарів, більшість японців продовжували відзначати його у старому стилі — як Свято хлопчиків з усіми атрибутами: одягненими у самурайські обладунки ляльками, зброєю і святковими стравами.
По сьогодні святкування Дня дітей в Японії залишається практично незмінним. Незважаючи на офіційну дату визначену законом, чимало сімей відзначають його за старим східним сонячно-місчним календарем.